# Geonoma supracostata
Geonoma supracostata là loài thực vật có hoa thuộc họ Arecaceae. Loài này được Svenning mô tả khoa học đầu tiên năm 2001.